# Datu Montawal
Datu Montawal (Pagagawan) is een gemeente in de Filipijnse provincie Maguindanao op het eiland Mindanao. Bij de laatste census in 2007 had de gemeente bijna 33 duizend inwoners.

## Geografie

### Bestuurlijke indeling
Datu Montawal is onderverdeeld in de volgende 11 barangays:
| - Balatungkayo - Bulit - Bulod - Dungguan - Limbalud - Maridagao | - Nabundas - Pagagawan - Talapas - Talitay - Tunggol |

## Demografie
Pagagawan had bij de census van 2007 een inwoneraantal van 32.995 mensen. Dit zijn 5.985 mensen (22,2%) meer dan bij de vorige census van 2000. De gemiddelde jaarlijkse groei komt daarmee uit op 2,80%, hetgeen ongeveer gelijk is aan het landelijk jaarlijks gemiddelde over deze periode (2,04%). Vergeleken met de census van 1995 is het aantal mensen met 9.033 (37,7%) toegenomen.

De bevolkingsdichtheid van Pagagawan was ten tijde van de laatste census, met 32.995 inwoners op 177,74 km², 185,6 mensen per km².